# Kalakukko

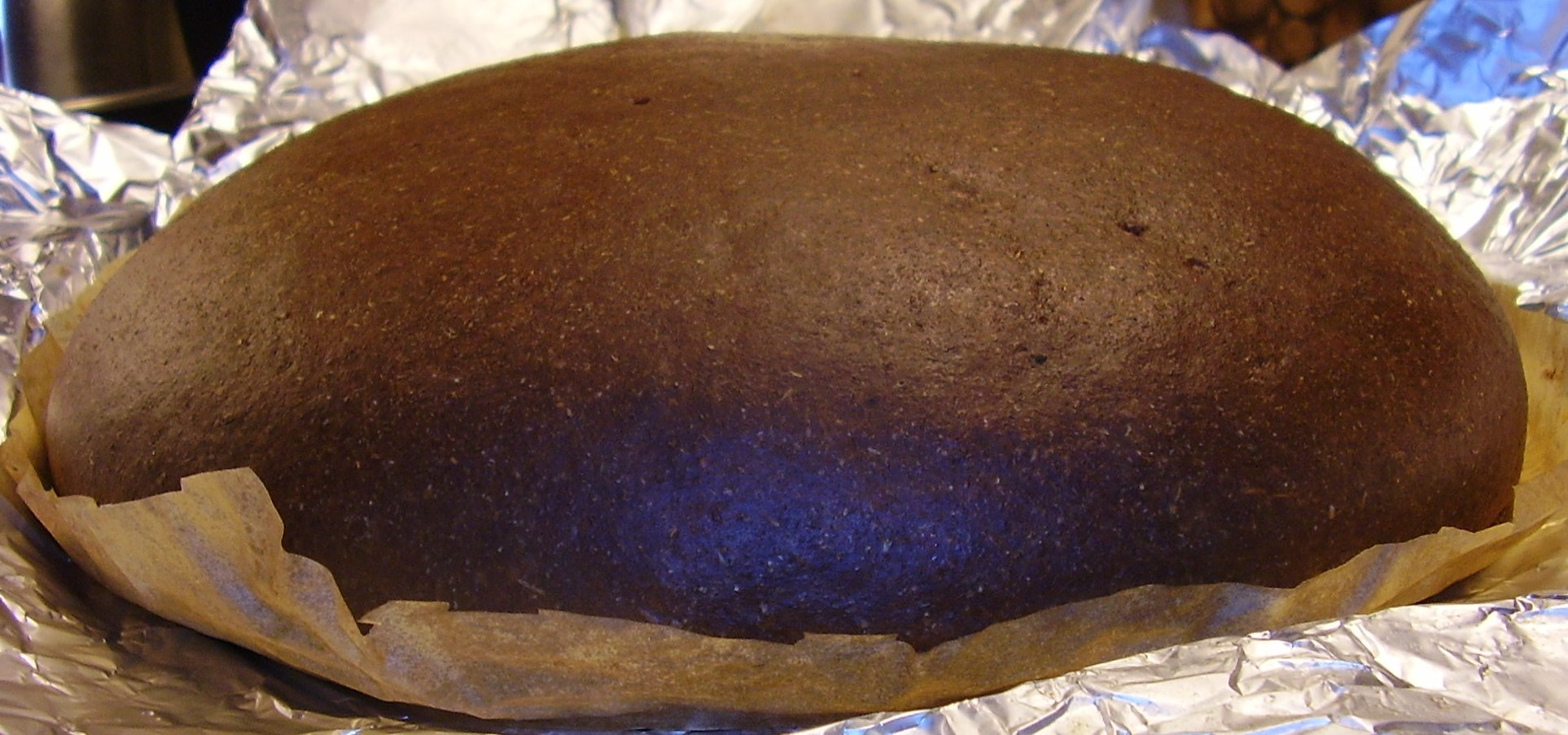
Kalakukko.

El kalakukko es un plato típico muy tradicional de la cocina de Finlandia (regiones de Savonia y de Carelia), y que consiste en un pescado cocinado dentro de un pan (hornazo de pescado). Generalmente los pescados que se emplean en su interior son el corégono blanco (suele ser el más tradicional), el salmón, la perca europea y el eperlán. Se considera uno de los platos nacionales de la cocina finlandesa.

## Características
El kalakukko suele elaborarse con harina de centeno con alguna mezcla de harina de trigo y algo de mantequilla para que la masa sea más manejable, el grosor de la masa oscila entre los 1 y 2 cm. En la masa se suele poner pescado, pero existen versiones con carne de cerdo, generalmente se mete dentro crudo apilado (ligeramente sazonado) y envuelto con beicon (aporte grasiento) y se cierra quedando con forma de pan ovalado. Se cocina al horno (125-150 °C) el pan entre cinco a siete horas, antiguamente se empleaba el calor residual de los hornos para elaborar este plato. Dependiendo de la forma en que se haya cocinado al horno este alimento puede durar más o menos tiempo y dependerá de la hermeticidad de costra exterior de centeno. Se menciona que el mejor lugar para comprarlo es en los mercados de la ciudad de Kuopio.
Hoy en día un finlandés encuentra curioso el nombre de este plato porque kala es la palabra en finlandés para "pescado" y kukko es, en finés, "gallo". No obstante, la forma arcaica de kukko deriva la misma raíz que kukkaro y significa "escondido".

## Servir
La bebida que se suele tomar al comer el kalakukko es buttermilk (piimä) o incluso leche. Los habitantes de Finlandia dicen que hay dos formas de comer este plato: 
- Estilo savoniano. En este estilo de los habitantes de Savonia se corta uno de los bordes del kalakukko (a dicha operación se la denomina "quitar el sombrero") y se muestra el contenido interior como si de un plato se tratara, después de lo cual se suele comer el interior mientras se van cortando los pedazos de pan del borde.
- Estilo kareliano. Este estilo procedente de los habitantes de Kareliya es mucho más fácil de llevar a cabo, ya que se corta el kalakukko como si de una barra de pan se tratara. En cada rebanada se encuentran porciones de pan y pescado.

Sea cual sea el estilo, hay que recordar que el origen de este plato hace pensar en la idea de transportar la comida a los sitios donde se trabajaba: bosques, agricultura, etc.